# Philipp Jenninger

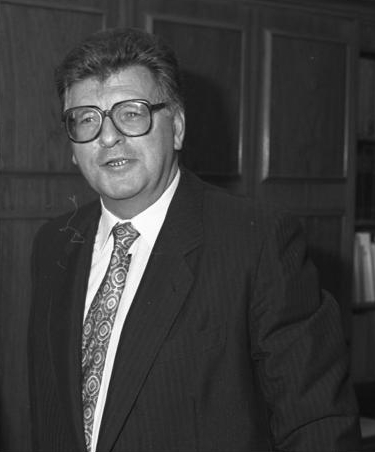
Jenniger in 1987

Philipp-Hariolf Jenninger (Rindelbach, 10 juni 1932 – 4 januari 2018) was een Duits politicus.

## Levensloop
Jenninger studeerde vanaf 1952 rechten aan de Eberhard-Karls-Universiteit van Tübingen. In 1957 promoveerde hij op een onderwerp uit het Duitse staatsrecht. Hij werkte een tijd bij het ministerie van Defensie en was daarna politiek referent van de ministers Heinrich Krone (defensie) en Franz Josef Strauß (Financiën).
In 1969 werd hij voor zijn partij, de CDU, gekozen als lid van de Bondsdag. Van 1973 tot 1982 was hij fractievoorzitter van de gezamenlijke fractie van CDU en CSU.
In 1984 werd Jenninger, nadat hij korte tijd als staatssecretaris had deelgenomen aan de regering van Helmut Kohl, gekozen als voorzitter van de Bondsdag. Hij zou dat tot 1988 blijven. In november van dat jaar hield hij een rede ter herdenking van de Kristallnacht, die vijftig jaar daarvoor had plaatsgevonden. In die rede probeerde hij de oorzaken van het succes van het nationaalsocialisme te analyseren. Hij las de tekst evenwel zo slecht voor, dat het voor de toehoorders onduidelijk was welke woorden citaten waren en welke Jennigers eigen mening vertolkten. Op die wijze ontstond de indruk dat Jenniger zich onvoldoende van het naziverleden distantieerde. Hij moest aftreden als voorzitter van de Bondsdag. Later toonden taalkundigen aan dat er op zich met de toespraak niets mis was. Jenninger gaf later zelf ook toe dat de misverstanden waren te herleiden op zijn slechte voordracht.
Na zijn aftreden diende Jenninger nog als ambassadeur, eerst in Oostenrijk, later bij de Heilige Stoel. Hij was lid van K.D.St.V. Staufia Bonn im CV.